# Imitación (psicología)

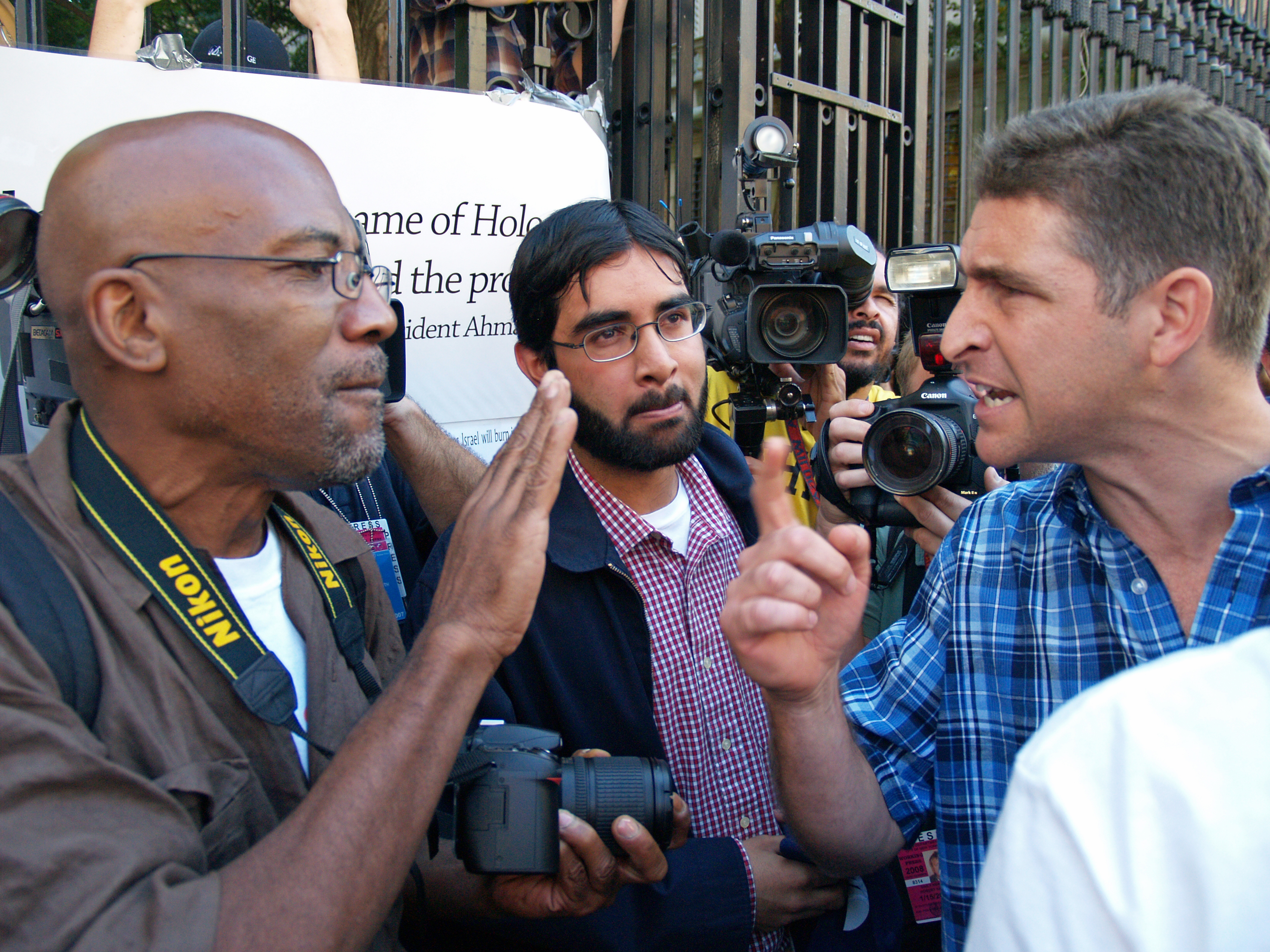
Imitación durante una discusión.

Se denomina imitación a aquel comportamiento mediante el cual una persona de forma consciente o inconsciente imita los gestos, patrones del habla, o actitudes de otra persona. La imitación se observa a menudo en situaciones sociales, especialmente en compañía de amigos cercanos o familiares.  menudo el concepto afecta la noción de un individuo sobre el individuo que exhibe los comportamientos de imitación, lo cual puede conducir a aumentar la relación (rapport) individual con otras personas.
La imitación se distingue de la mímesis consciente en que, mientras esta última es un esfuerzo consciente y normalmente manifiesto por copiar a otra persona, el reflejo se realiza inconscientemente durante el acto y a menudo pasa desapercibido. También se ha descrito como el efecto camaleón.
La imitación suele comenzar ya en la infancia, cuando los bebés empiezan a imitar a las personas que les rodean y a establecer conexiones con determinados movimientos corporales. La capacidad de imitar las acciones de otra persona permite al bebé establecer un sentido de empatía y, por tanto, empezar a comprender las emociones de otra persona. El bebé sigue estableciendo conexiones con las emociones de otros individuos y, posteriormente, refleja sus movimientos.
La imitación puede establecer una relación con el individuo que está siendo reflejado, ya que las similitudes en los gestos no verbales permiten que el individuo se sienta más conectado con la persona que exhibe el comportamiento reflejado. A medida que los dos individuos en la situación muestran gestos no verbales similares, pueden creer que también comparten actitudes e ideas similares. Las neuronas espejo reaccionan a estos movimientos y los provocan, lo que permite a los individuos sentir un mayor compromiso y pertenencia a la situación.

## Ocurrencia

Efecto espejo durante una reunión con el presidente Reagan

La imitación suele producirse de forma inconsciente, ya que los individuos reaccionan ante la situación. Es habitual en las conversaciones, ya que los oyentes suelen sonreír o fruncir el ceño junto con el interlocutor, además de imitar la postura corporal o la actitud ante el tema. Los individuos pueden estar más dispuestos a empatizar y aceptar a las personas que creen que tienen intereses y creencias similares, por lo que reflejar a la persona con la que se está hablando puede establecer conexiones entre los individuos implicados.

### Entrevistas
Además, el reflejo puede influir en el resultado de una entrevista de trabajo. En un estudio realizado por Word, Zanna y Cooper, se indicó a los entrevistadores que siguieran determinados tipos de lenguaje corporal en diferentes condiciones experimentales. En una de ellas, los entrevistadores debían mostrar un lenguaje corporal distante y desinteresado (como inclinarse hacia otro lado o evitar el contacto visual) y, en otra, debían mostrar un lenguaje corporal más acogedor (como sonreír y establecer contacto visual). Como resultado, los entrevistados empezaron a reflejar las acciones del entrevistador y, por tanto, los entrevistados con un lenguaje corporal menos amable obtuvieron peores resultados en la entrevista que los entrevistados con un lenguaje corporal más amable. El estudio demuestra que las actitudes iniciales que un entrevistador puede tener del individuo entrevistado pueden afectar a la actuación del entrevistado debido al reflejo.

### Efectos de la ausencia de
Los individuos con autismo u otras dificultades sociales pueden ser menos propensos a reflejarse, ya que pueden ser menos conscientes e inconscientes de las acciones de los demás. Este factor puede causar dificultades adicionales para los individuos, ya que sin reflejarse, establecer conexiones con otras personas puede ser más difícil. Además, es menos probable que otros individuos establezcan una relación con la persona, ya que sin el reflejo la persona puede parecer más diferente y menos amistosa. Los individuos que no son inconscientemente conscientes del gesto pueden tener dificultades en situaciones sociales, ya que pueden ser menos capaces de comprender la perspectiva de otra persona sin que ésta se manifieste explícitamente y, por lo tanto, pueden no entender las señales encubiertas que se utilizan a menudo en el mundo social. Es posible que los autistas aprendan deliberadamente y tomen conciencia de estas señales.

### Exámenes en humanos
El uso de estudios no invasivos de resonancia magnética funcional (IRMf) ha demostrado que en los seres humanos existen pruebas de reflejo similares a las halladas en los monos en el lóbulo parietal inferior y parte de la circunvolución frontal inferior. Los seres humanos muestran signos adicionales de reflejo en partes del cerebro que no se ha observado que muestren propiedades de reflejo en los primates, como el cerebelo. También se ha demostrado que el reflejo permite a los niños neurotípicos comprender las intenciones de una acción antes de ver la secuencia completa, por lo que un niño puede ver a alguien coger comida con la intención de comer y activar todas las cadenas motoras necesarias para coger su propia comida y realizar los movimientos para comerla también. Se ha demostrado que los niños autistas carecen de esta reacción motora en cadena y se cree que utilizan otros sentidos, como el visual o el somatosensorial, para realizar tareas similares.

### Desarrollo
En las interacciones entre padres e hijos, el reflejo consiste en que el progenitor imita las expresiones del niño mientras vocaliza la emoción implícita en la expresión. Esta imitación ayuda al niño a asociar la emoción con su expresión, así como a sentirse validado en sus propias emociones, ya que el progenitor muestra su aprobación a través de la imitación. Los estudios han demostrado que la imitación es una parte importante del desarrollo del niño y del lactante. Según las teorías de Kohut sobre la autopsicología, los individuos necesitan un sentido de validación y pertenencia para establecer su concepto de sí mismos. Cuando los padres reflejan a sus hijos, esta acción puede ayudar al niño a desarrollar un mayor sentido de autoconciencia y autocontrol, ya que puede ver sus emociones en la cara de sus padres. Además, los bebés pueden aprender y experimentar nuevas emociones, expresiones faciales y gestos reflejando las expresiones que utilizan sus padres. El proceso de reflejo puede ayudar a los bebés a establecer conexiones entre las expresiones y las emociones y, de este modo, fomentar la comunicación social más adelante. Los bebés también aprenden a sentirse seguros y válidos en sus propias emociones a través del reflejo, ya que la imitación de las emociones de los padres puede ayudar al niño a reconocer sus propios pensamientos y sentimientos con mayor facilidad.

### Autoconcepto
Se ha demostrado que el efecto reflejo desempeña un papel fundamental en el desarrollo de la noción de sí mismo del niño. La importancia del reflejo sugiere que los niños adquieren sus habilidades sociales principalmente de sus padres y, por lo tanto, un hogar sin reflejo puede inhibir el desarrollo social del niño. Sin reflejo, puede resultar difícil para el niño relacionar sus emociones con expresiones aprendidas socialmente y, por tanto, tener dificultades para expresar sus propias emociones.

### Empatía
La incapacidad de reflejar adecuadamente a otras personas puede dificultar las relaciones sociales del niño más adelante en su vida, ya sea porque los demás se sientan más distantes del niño por falta de compenetración o porque al niño le resulte difícil sentir empatía por los demás sin reflejarse en ellos. El reflejo ayuda a facilitar la empatía, ya que los individuos experimentan más fácilmente las emociones de otras personas mediante la imitación de posturas y gestos. El reflejo también permite a los individuos sentir subjetivamente el dolor de los demás al ver las lesiones. Esta empatía puede ayudar a los individuos a crear relaciones duraderas y, por tanto, a destacar en situaciones sociales. La acción de reflejarse permite a los individuos creer que son más parecidos a otra persona, y la similitud percibida puede ser la base para crear una relación.

### Compenetración
La compenetración puede ser una parte importante de la vida social, ya que establecer una relación con una persona suele ser la vía inicial para entablar amistad o amistad con otra persona. La imitación puede ayudar a establecer la compenetración, ya que mostrar acciones, actitudes y patrones de habla similares a los de otra persona puede hacerles creer que uno es más parecido a ellos y, por tanto, más probable que sea un amigo. Los individuos pueden creer que porque uno replica los gestos del individuo, puede tener creencias y actitudes similares a las del individuo. El reflejo puede estar más extendido en las amistades íntimas o en las relaciones románticas, ya que los individuos se tienen en gran estima y, por tanto, desean emularlos o apaciguarlos. Además, las personas que son amigas pueden tener más similitudes que dos desconocidos y, por lo tanto, es más probable que muestren un lenguaje corporal similar independientemente del reflejo.
La activación de las neuronas espejo se produce en el individuo que comienza a imitar los movimientos de otro y le permite una mayor conexión y comprensión con el individuo al que está reflejando, así como permite al individuo que está siendo reflejado sentir una conexión más fuerte con el otro individuo.

### Dinámica de poder
Además, es probable que los individuos reflejen a la persona de mayor estatus o poder dentro de la situación o cuando sientan atracción física hacia la otra persona. Reflejar a individuos de mayor poder puede crear una ilusión de estatus superior o crear compenetración con el individuo en el poder, permitiendo así a la persona ganarse el favor del individuo en el poder. Este mecanismo puede ser útil para los individuos en situaciones en las que están en posición de negociar con un individuo que posee más poder, ya que la compenetración que crea el reflejo puede ayudar a persuadir al individuo de mayor estatus para que ayude a la persona de estatus inferior. Entre estas situaciones se incluyen las entrevistas de trabajo, otras situaciones laborales como la solicitud de ascensos, las interacciones entre padres e hijos y la petición de favores a profesores. Cada una de estas situaciones implica a una parte que está en una posición menos poderosa para negociar y a otra parte que tiene la capacidad de satisfacer las necesidades de la persona de estatus inferior, pero que no necesariamente desea hacerlo. Por lo tanto, la imitación puede ser una herramienta útil para los individuos de estatus inferior con el fin de persuadir a la otra parte para que proporcione bienes o privilegios a la parte de estatus inferior.